# 伯默河

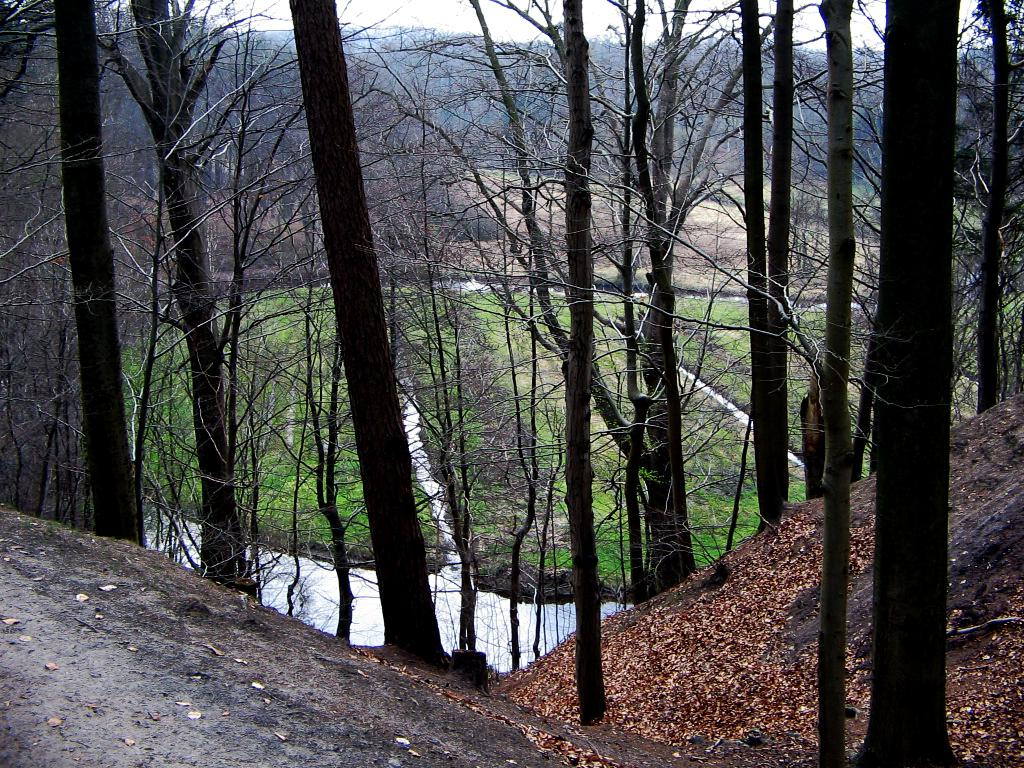

伯默河（德語：Böhme，發音：[ˈbøːmə] ⓘ）是德國的河流，位於該國北部下薩克森州，屬於阿勒爾河的右支流，河道全長71公里，流域面積564平方公里，流經索爾陶，河口處在阿爾登和雷特姆之間。

## 外部連結
- Information for canoeists （德文）
- Landscape fact file from the Federal Department of ConservationArchive.today的存檔，存档日期2007-06-28 （德文）